# Frank Farrell
Frank Farrell   (Birmingham, 31 de març de 1947 - Londres, 19 de juliol de 1997) va ser un baixista, vocalista i compositor de rock britànic nascut a Birmingham, Anglaterra.
Va assistir a St. Philip's Grammar School a Hagley Road, Edgbaston, de 1959 a 1963. És conegut per ser el baixista del grup de rock britànic Supertramp i per la seva associació musical amb Leo Sayer. Farrell va co-escriure la cançó "Rosie Had Everything Planned" amb Roger Hodgson, publicada al segon àlbum de la banda, Indelibly Stamped, mentre que amb Leo Sayer va compondre varies cançons entre les quals destaca l'èxit de vendes "Moonlighting", que va arribar al número 2 de les llistes UK Singles Chart el 1975.
Després que la seva estreta col·laboració amb Leo Sayer acabés, Farrell continuà involucrat en la indústria musical, escrivint cançons, enregistrant i tocant com a músic de sessió per a programes de televisió i en gires darrere d'artistes importants com Joe Jammer i Tim Buckley.